# Chinnamanur
Chinnamanur là một thành phố và khu đô thị của quận Theni thuộc bang Tamil Nadu, Ấn Độ.

## Địa lý
Chinnamanur có vị trí 9°50′B 77°23′Đ / 9,83°B 77,38°Đ Nó có độ cao trung bình là 375 mét (1230 feet).

## Nhân khẩu
Theo điều tra dân số năm 2001 của Ấn Độ, Chinnamanur có dân số 38.327 người. Phái nam chiếm 50% tổng số dân và phái nữ chiếm 50%. Chinnamanur có tỷ lệ 72% biết đọc biết viết, cao hơn tỷ lệ trung bình toàn quốc là 59,5%: tỷ lệ cho phái nam là 79%, và tỷ lệ cho phái nữ là 65%. Tại Chinnamanur, 11% dân số nhỏ hơn 6 tuổi.